# Весници џеза: Арт Блаки, Бени Грин
„Весници џеза: Арт Блаки, Бени Грин” је југословенски ТВ филм из 1988. године који је режирао Јован Ристић.

## Улоге
| Глумац        | Улога          |
| ------------- | -------------- |
| Арт Блаки     | Бубњеви        |
| Филип Харпер  | Труба          |
| Робин Ејбанкс | Тромбон        |
| Јавон Џексон  | Тенор саксофон |
| Бени Грин     | Пијано         |
| Леон Дорсеј   | Бас            |